# Polito Rodríguez Méndez

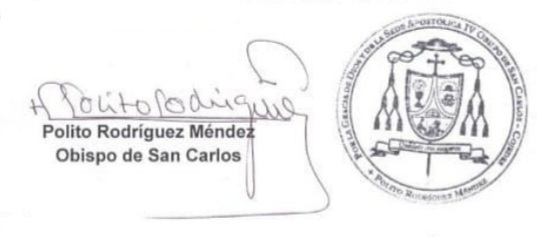
Unterschrift Polito Rodríguez Méndez

Polito Rodríguez Méndez (* 13. August 1967 in Santa Bárbara, Barinas, Venezuela) ist ein venezolanischer Geistlicher und ernannter römisch-katholischer Erzbischof von Barquisimeto.

## Leben
Polito Rodríguez Méndez empfing am 31. Juli 1999 empfing er die Priesterweihe für das Bistum Barinas.
Papst Franziskus ernannte ihn am 8. April 2016 zum Bischof von San Carlos de Venezuela. Die Bischofsweihe spendete ihm der Bischof von Barinas, José Luis Azuaje Ayala, am 18. Juni desselben Jahres. Mitkonsekratoren waren der Erzbischof von Valencia en Venezuela, Reinaldo del Prette Lissot, und der Altbischof von Barinas, Ramón Antonio Linares Sandoval.
Am 28. Juni 2024 bestellte ihn Papst Franziskus zum Erzbischof von Barquisimeto.